# François Joseph Girot
Pour les articles homonymes, voir Girot.

 Joseph François Girot (dit Révérend Père dom Luc Girot) est un peintre français né le 25 août 1873, rue du Faubourg Tres Cloître à Grenoble et tué à Dugny, département de la Meuse, lors de la bataille de Verdun, le 7 mai 1916, alors qu'il combattait au 140e R.I. comme infirmier, aumônier bénévole.

## Biographie

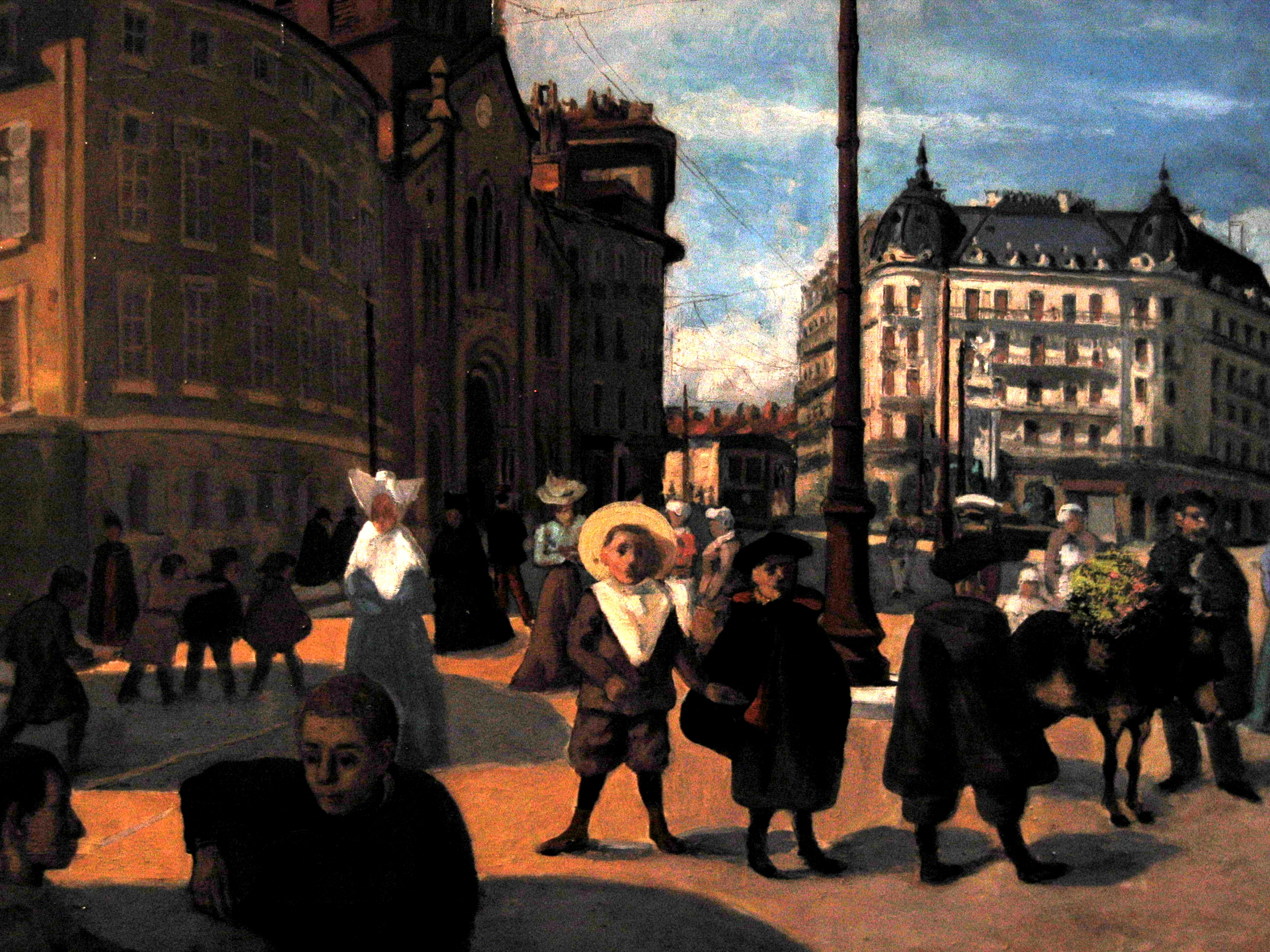
La place Notre Dame à Grenoble par François Joseph Girot, Musée Mainssieux, Voiron.

Élève de l'atelier de Gustave Moreau avec son ami Jules Flandrin, anarchiste, faisant profession d'athéisme, François-Joseph Girot prit à 27 ans l'habit de bénédictin à l'abbaye d'En Calcat à Dourgne (Tarn). Il est ordonné prêtre le 21 juin 1907. Il fut mortellement blessé le 7 mai 1916 à Dugny, Département de la Meuse, et mourut dans la nuit à l'Ambulance. Il fut déclaré mort le 8 mai 1916.
Il était soldat de 2e classe, exerçant les fonctions d'infirmier-brancardier à la Compagnie Hors Rang, et d'aumônier bénévole.

## Expositions rétrospectives
- François Joseph Girot, Jacqueline Marval, Jules Flandrin, Lucien Mainssieux : les années 1895-1916 : [exposition], Musée Mainssieux, Voiron, Isère, 1er avril-30 septembre 1995

## Élève connu
- Lucien Mainssieux